# Platycerota olivatia
Platycerota olivatia là một loài bướm đêm trong họ Geometridae.